# 州警察 (アメリカ合衆国)

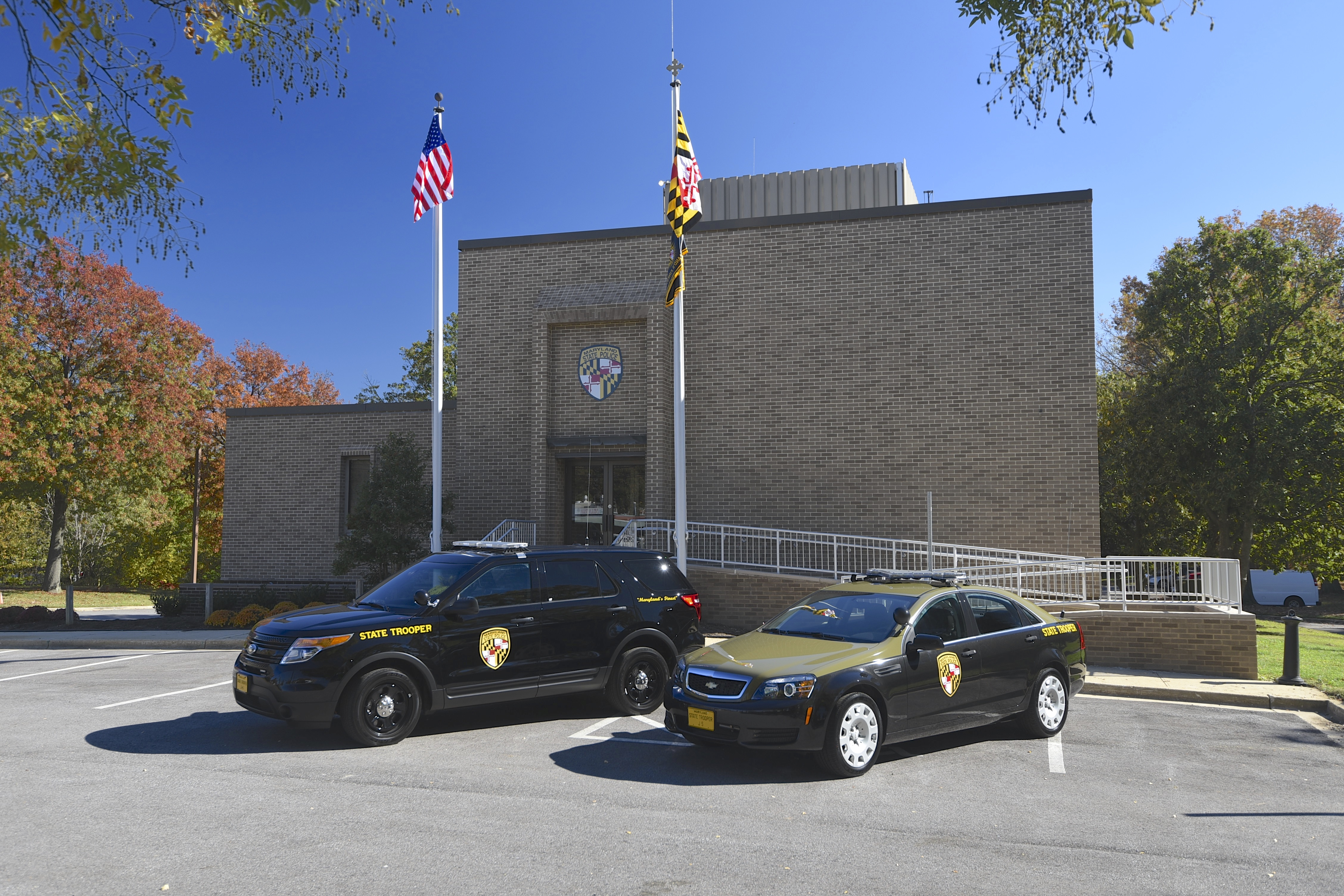
アナポリス所在のメリーランド州警察「J」隊舎（2015年）。

アメリカ合衆国において、州警察（しゅうけいさつ、英語：state police）は各州に特有の警察組織であり、州の全土にわたって法執行活動や刑事捜査を行う権限を有する。州警察官 (state trooper) と呼ばれる州警察の警察官たちは、一般に、州道や州間高速道路における交通法規の執行、州会議事堂の安全の確保、州知事の警護、州内の独自の警察学校を運営するには規模が小さすぎる警察の新人警察官の養成の代行、技術的・科学的サービスの提供といった、郡の保安官の管轄に属さない機能を担う（バーモント州は注意すべき例外である）。州全土にわたって完全な警察権が与えられている州では、重大な、または複雑な事件について州内の警察を支援し、管轄地域を越えて編成されたタスクフォースの活動を調整する。
全体的な傾向として、これらの組織を州レベルの公安省の傘下に移す動きがある。加えて、それらは州運輸省の下のハイウェイ・パトロールや天然資源省の下の海上警邏隊のように州の別の省に所属する場合もある。「州警察」の用語を用いているのは32州である。49州が州警察組織またはそれに相当する組織を保有しており、州全土に管轄を有するハワイ州公安省保安官部を擁するハワイ州が唯一の例外である。

## 歴史
1823年にスティーブン・オースティンによって最初に創設されたテキサス・レンジャーは、アメリカ合衆国における州の法執行機関の最初期の形態である。当初のレンジャー隊は、入植者をインディアンの攻撃から保護する任務を帯びた10人の男たちであった。この時代のレンジャーたちは、今日では法執行官とみなされているが、バッジを着用することは滅多になく、ボランティア以上のものではなかった。当時のメキシコのコアウイラ・イ・テハス州ではメキシコ軍が正式に法執行を担っていた。レンジャー隊はのちにアメリカ＝メキシコ国境における準軍事組織として活動し、テキサス革命、米墨戦争、南北戦争を含む複数の武力紛争に従軍した。彼らは「ワイルド・ウエスト」時代の終焉まで、基礎的法執行と辺境防備の役割を果たした。1900年代初頭には刑事捜査機関に改編された。テキサス・レンジャーの歴史とレガシーは、大衆文化での数多の描写を生み出した。テキサス・レンジャーの「いつでもホシを挙げる」("always [getting] their man") という市井でのイメージも、レンジャー隊を数ある法執行機関の中でも尊敬される、一つのポストに採用されるのは応募者100人に1人未満であるほど競争率の高い組織とした。
1865年、マサチューセッツ州は州内の売春行為を取り締まるため、州コンスタブル (state constable) を設置し、1879年には彼らは地区警察 (district police) という州の刑事警察となった。以降、ニューメキシコ州とアリゾナ州がテキサス州の制度を、コネチカット州がマサチューセッツ州の制度を模倣した。

最初の近代的州警察であるペンシルベニア州警察は、ペンシルベニアでの1902年炭鉱ストライキ (Coal strike of 1902) の後に登場した。1905年5月2日に法案が成立した際は、鉱山主たちが牛耳る議会を穏やかに通過したため論争は起こらなかったが、この新しい警察のスト破りの役割は労働組合から猛反対を招き、彼らはツァーリの下の反動的なロシアのコサックになぞらえられた。自身もかつてニューヨーク市警察委員会委員長であったセオドア・ルーズベルト大統領は、ペンシルベニア州警察は私有財産への労働組合の攻撃に対抗するために用いられた「悪名高い」民間企業立の警察 (Company police) である、炭鉄警察 (Coal and Iron Police) と交代するためのものであると主張した:
労働者階級が既得権益との死闘に囚われているとき、州は自らの不偏不党の司法を証明するため、自らの権力を既得権益の手に売り渡すことにより介入した！……鉱夫たちがストライキに打って出ることを決議するといつも、……彼らは決まって州の権力が雇用主の側の徒党として購入され、賃金を支払われ、戦っているのを目にした。この恐ろしいことを体面の装いの下で行おうとする試みすらなされなかった。
ルーズベルトの主張にもかかわらず、炭鉄警察は1930年代まで職員を増やしつつ活動し続けた。
1917年4月11日のニューヨーク州警察の創設は論議と社会的な論争の中でなされ、設置法案はたった1票差で可決された。ニューヨーク州警察を創設する提案の提唱者たちは州警察を労働争議において中立の立場を取る半警半兵 (policemen-soldiers) の組織であるとし、彼らは「ジャンダルムリでも、カラビニエリでもない」と主張して、労働者側の反対は「アメリカ人的でない」とほのめかした。その代わりに、彼らは労働組合員が引き合いに出したこれらの悪評のある組織よりも肯定的な評判を得ていたオーストラリアの騎馬警察のようになる予定であった。ペンシルベニアに続き、この新しい州警察も19世紀後期から20世紀初めにかけて多かったスト破りの任務から州兵を解放するために設立された。第一次世界大戦終戦直後にかけ、ミシガン州、コロラド州もペンシルベニア州にならい州警察を設置した。
ニューヨーク州警察へのスト破りの需要は時と共に減少し、彼らの使命は州間高速道路網の創設と自動車の普及によって近代化された。初期の州警察官 (state trooper) たちは、その名が示唆するように騎馬部隊であったが、20世紀中頃までには完全に自動車化された警察組織となった。
1920年代の連邦政府は、南部諸州による州警察の創設に対して概ね不信感を抱いていた。それらの組織が黒人市民による投票や市民権の行使の妨害に用いられるのではないかと懸念していたのである。加えて、南部諸州は労働組合が少なく、北部のいくつかの鉱業諸州に比べて州警察の必要は薄かった。この時期、クー・クラックス・クラン (KKK) もまた復活しつつあった。そのため、南部諸州は運転免許事務、車両登録、スピード違反取締り、車両装備安全、自動車保険関連法、飲酒運転といった、この時期増加しつつあった自動車や幹線道路安全に関する問題を処理する目的の組織を設立した。その後、これらの組織には全般的な警察権が付与されていったが、第一の関心は幹線道路・自動車法執行であり続けた。

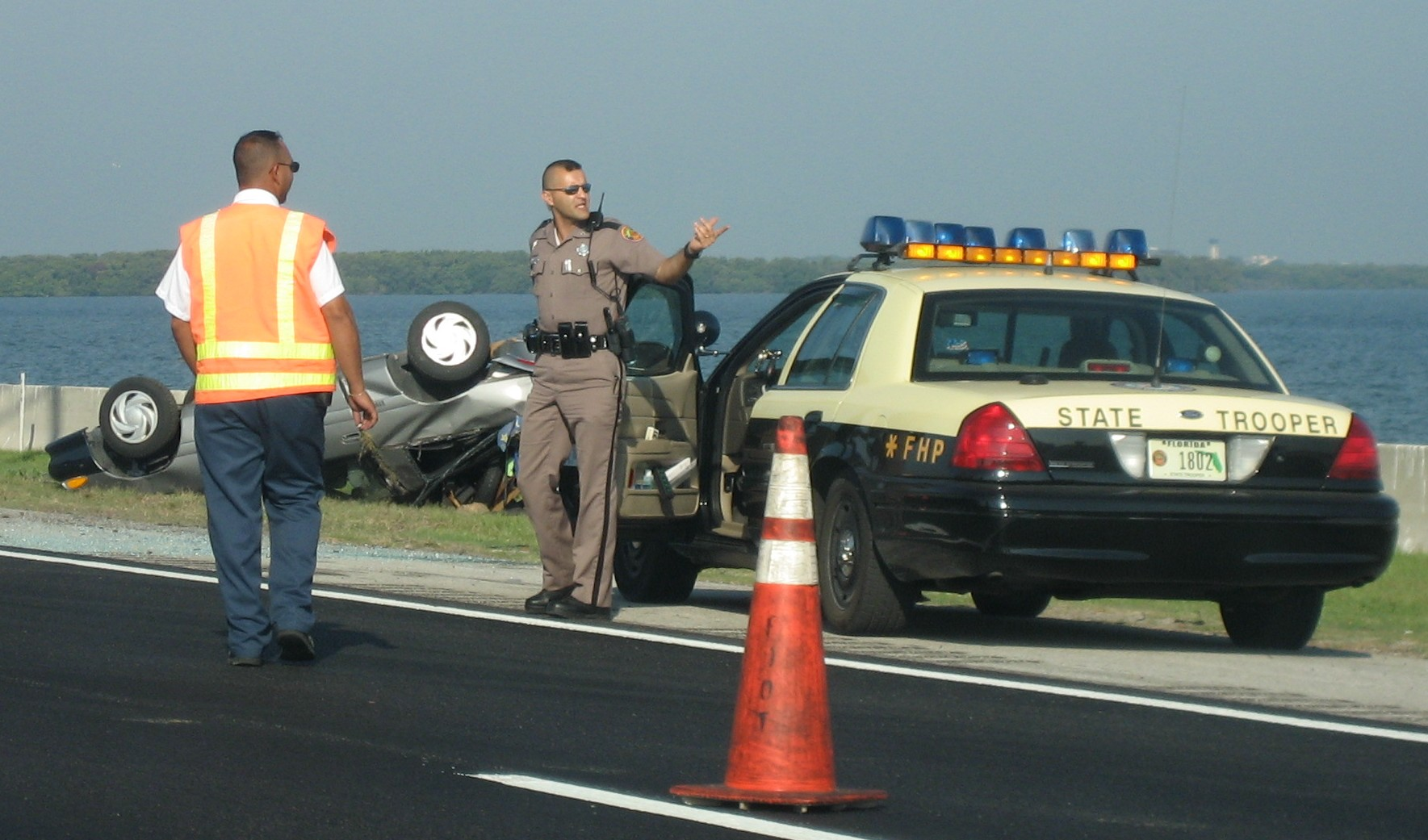
交通事故を処理するフロリダ・ハイウェイ・パトロールの警察官（中央、2006年）。

例えばノースカロライナ州は、問題となりつつあった自動車窃盗に対処するため、1921年に自動車省に自動車窃盗捜査部隊を設置したが、州はその全土にわたって単独で交通法規を執行する、より規模が大きく、制服を着用した道路警邏隊組織の必要性に気づいた。この時代、ノースカロライナ各地の保安官は交通法規執行のための人員もリソースも訓練も不足していたが、自らの権力が実質的な州警察に奪われることも望まなかった。そして、ノースカロライナ州ハイウェイ・パトロールは1929年7月1日に創設された。創設当初の幹部たちはペンシルベニア州警察学校へ訓練に送られた。修了後、彼ら警部補たちと警部1人はノースカロライナに戻り、モアヘッドシティにあった第一次世界大戦時に設置され放棄された陸軍基地キャンプ・グレンで新人の訓練キャンプを行い、州ハイウェイ・パトロール (NCSHP) を始動させた。NCSHPは当初交通法規の執行権のみが与えられていたが、1930年代初頭にその他の犯罪、とりわけ銀行強盗に対処する権限が追加された。これは、1930年代の大恐慌の時代、ギャングの跋扈に伴い銀行強盗が続発する中、各州が連邦捜査局 (FBI) を支援できるよう、連邦政府の要請によってなされたものであった。この時期、FBIは自らの当時の銀行強盗の大量発生への対処にノースカロライナの州警察官を支援させるのを準備するため、NCSHPに対し予備のトンプソン.45口径短機関銃を100丁供与した。予測されていたほどの数の銀行強盗はノースカロライナでは発生せず、その発生は代わりにテキサス州からミネソタ州にかけての南西部、中西部、グレートプレーンズの諸州の人口密度が低く広大な地域に限られた。これらの銃はローリーのNCSHPの中央武器庫に保管され、実際に配備されることはなく、1980年代中頃に連邦政府に返還された。
1919年、バージニア州は自動車取締り機関を創設し、これは1932年に州警察と定められた。ケンタッキー州は1935年にハイウェイ・パトロールを創設し1948年には州警察と定めたが、かつての南北戦争時の南部の境界にあるこれらの州は、より深い南部の諸州よりもさらに連邦政府の注視の下にあった。ディープサウスの旧連合国の州で唯一州警察を本当の意味で保有したのがルイジアナ州である。ルイジアナ州警察もまた当初は道路警邏隊組織としてスタートしたが、1936年、この警察を強力なボディーガードとして利用した元同州知事ヒューイ・ロングの要求と影響により州警察となった。ロングはしばしばアメリカ史上最も影響力のあった民主党の政治家の一人であるとされる。

## 州警察組織の種類

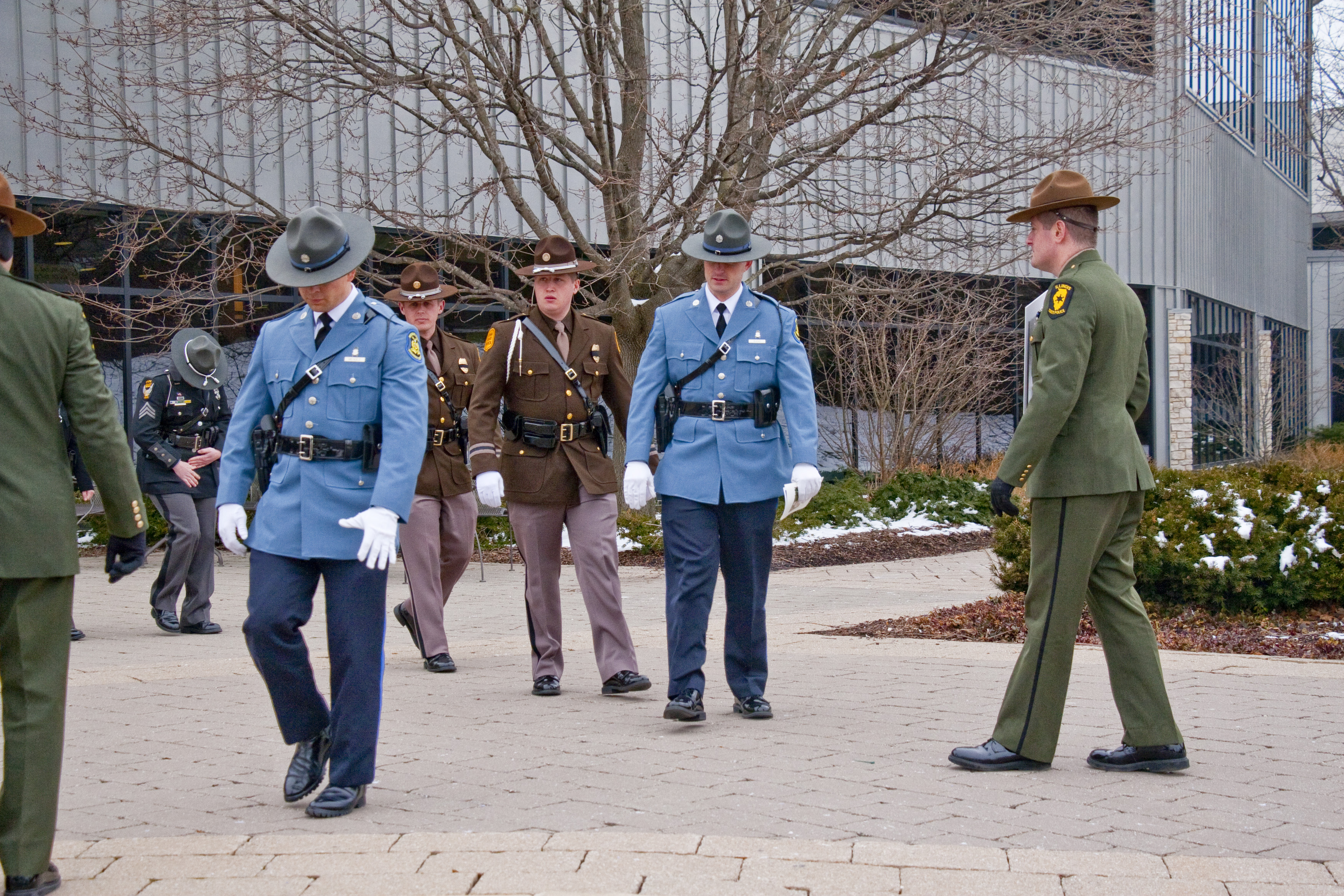
殉職したイリノイ州警察警察官の葬儀に参列した各州の警察官。オリーブ色の制服がイリノイ州警察、水色の制服がミズーリ州ハイウェイ・パトロール、茶色の制服がアイオワ州パトロール、紺色の制服がオハイオ州ハイウェイ・パトロールの隊員である。

多くの州において、州警察は異なる名称で知られている。使用されている名称は州警察 (State Police)、ハイウェイ・パトロール (Highway Patrol)、州ハイウェイ・パトロール (State Highway Patrol)、州パトロール (State Patrol)、州警官隊 (State Troopers) である。しかし、これらの組織の管轄や機能は称号に関わらず通常同じである。いくつかの組織の名は、それらの職員によって通常こなされている職務を考慮すると、実際には実態と異なっている。二つを除いてすべての州警察組織が自らの構成員に言及する際に「trooper（騎馬警官）」の語を用いる。カリフォルニア州とニューメキシコ州が数少ない例外であり、代わりに「officer（〈一般の〉警察官）」の語を用いる。ニューメキシコ州は、ニューメキシコ州警察とは別の州の自治的機関であるニューメキシコ騎馬警邏隊 (New Mexico Mounted Patrol) に正式に任命され認証されたボランティアの州警察官 (state trooper) を擁する（2015年まではアリゾナ州も「officer」を使用していたが、それ以降「trooper」に切り替えている）。これらの呼称は通常歴史的なものであり、必ずしもその組織の機能や管轄を表しているわけではない。州警察官を指す口語またはスラングの単語としては、「troop」、「statey」、「stater」、または——トラック運転手のスラング (List of CB slang) では——「Smokey」、「full-grown bear」、またその警察の車両が真っ白である場合は「Polar Bear」などがある。特定の組織に対する各地方ごとのスラングも存在する。
アラスカ州とアーカンソー州はハイウェイ・パトロールと州警察の双方を持つただ二つの州である。アラスカ・ハイウェイ・パトロールはアラスカ州警官隊の一部局であり、アーカンソー・ハイウェイ・パトロールはアーカンソー州警察の制服パトロール部門である。これとは別にアーカンソー道路警察がアーカンソー州運輸省の一部として存在するが、こちらは事業用・商用車両の規制組織である。同じく商用車規制組織であったニューハンプシャー・ハイウェイ・パトロールは、ニューハンプシャー州警察に吸収され、G部隊―商用車規制隊となっている。
カリフォルニア州警察はカリフォルニア州総務省の下部組織で警備警察組織であり、1995年にカリフォルニア・ハイウェイ・パトロールと合併した。これを受けて、カリフォルニア・ハイウェイ・パトロールは幹線道路パトロールの任務に加えて警備警察の職務を継承した。
ペンシルベニア州は1923年、ペンシルベニアの急成長する幹線道路網において自動車法を執行するため、幹線道路省の内部に州ハイウェイ・パトロール (State Highway Patrol) を編成した。1937年6月29日、州ハイウェイ・パトロールは州警察と合併された。
テキサス州警察は、エドマンド・J・デービス知事の任期中の1870年6月22日、テキサス州全土においてリコンストラクションに関連する犯罪に対処するために設立された。この警察は主に人種に起因する犯罪に対処し、黒人の警察官も所属していたが、このことが元奴隷主たち（および将来の人種分離主義者たち）の猛抗議を招いた。1873年4月22日に議会の命令により解散された。以降はテキサス・ハイウェイ・パトロール (Texas Highway Patrol) が州規模の警察機能を担っている。

### 州警察

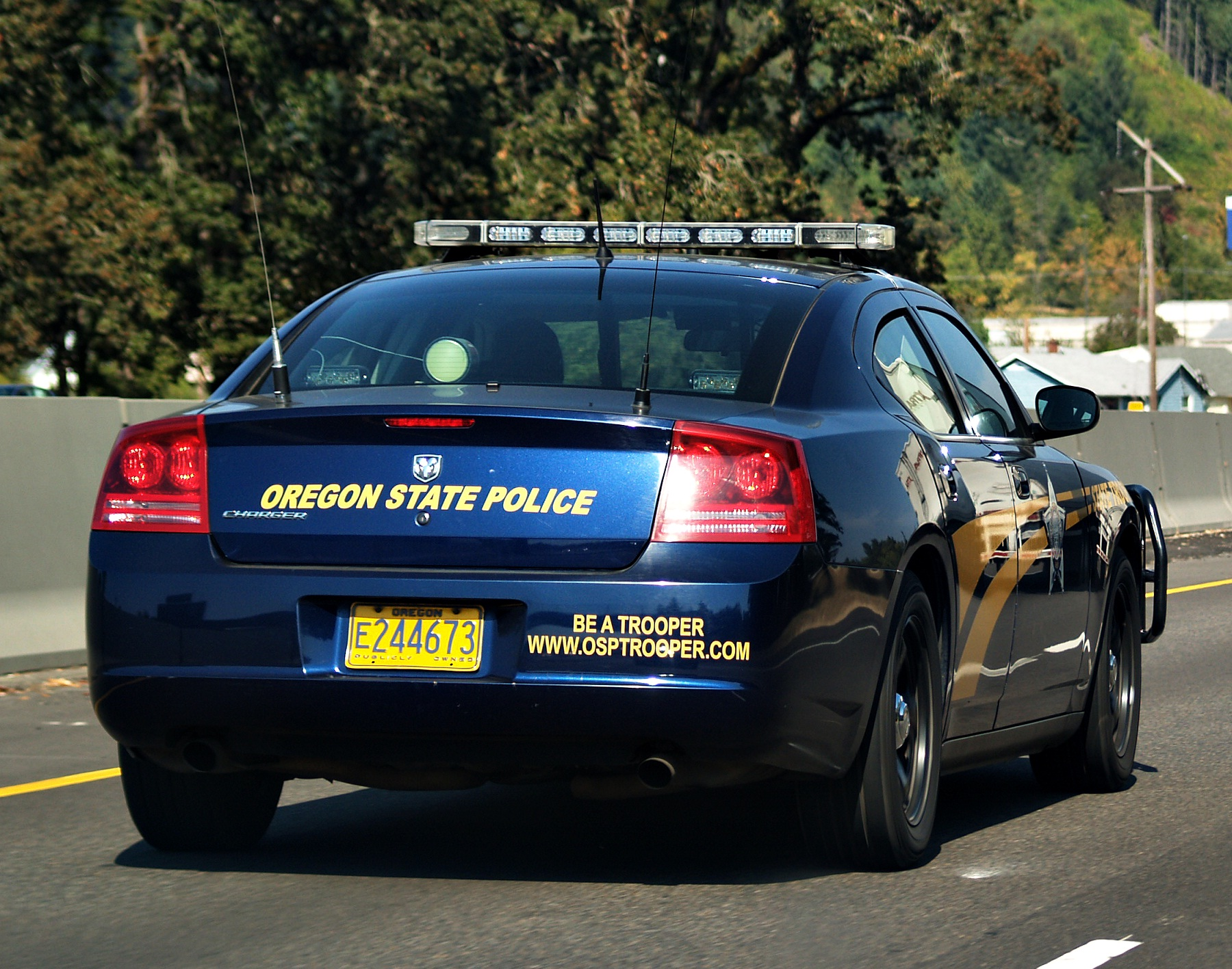
オレゴン州警察のパトカー（2012年）。ベース車はダッジ・チャージャー（3代目）。

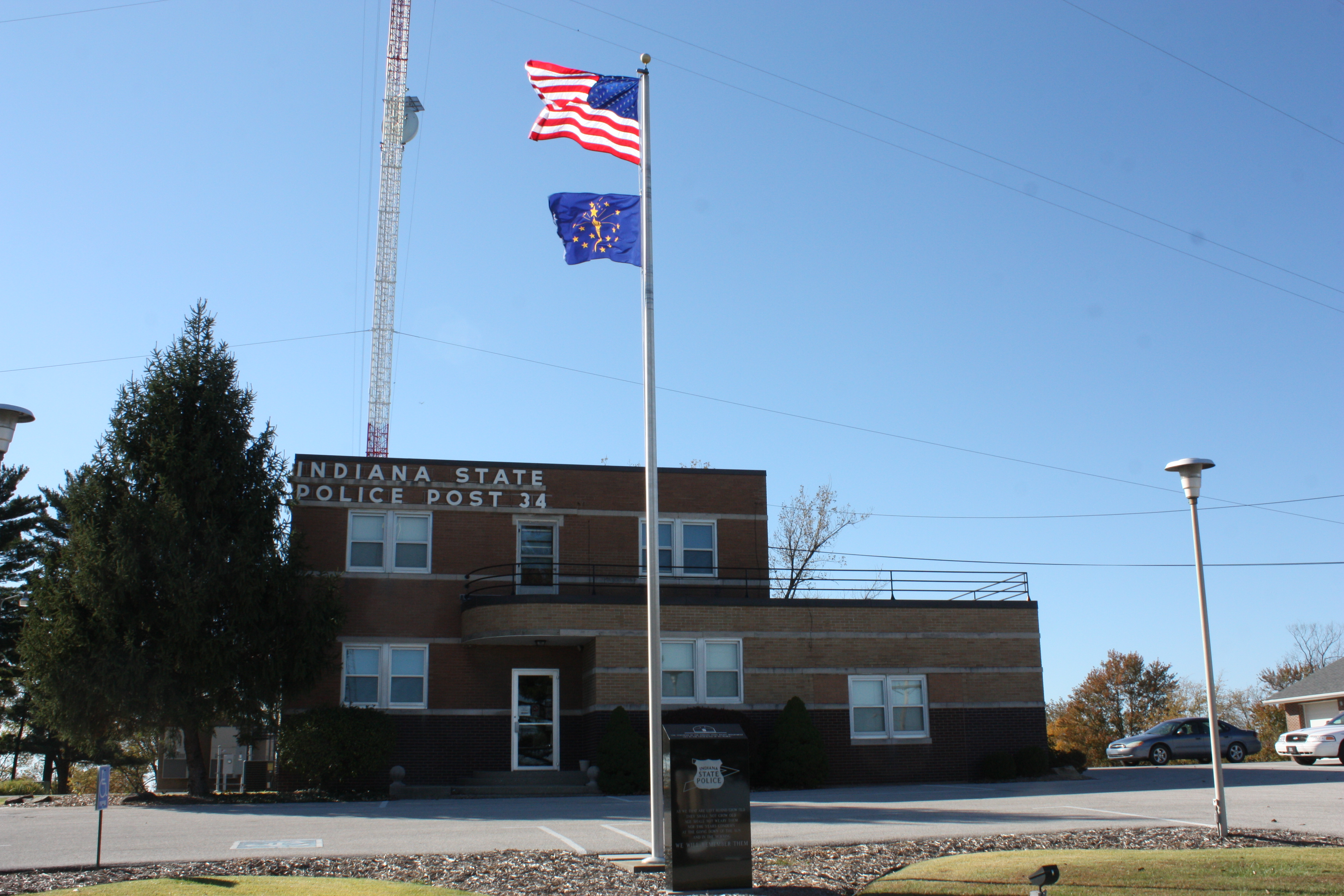
インディアナ州警察第34駐在所。同州デュボイス郡ジャスパー市所在。

多くの組織が「州警察」（英：state police）という言葉を使用しているが、その意味は組織ごとに一貫していない。多くの州で、それは通報に応答し、犯罪を捜査し、犯罪多発地域を継続的にパトロールするフルサービスの法執行機関である。一方でいくつかの州警察組織は、通常それらの職員は完全な警察権を留保しているとはいえ、その名前にもかかわらず、任務が交通法執行に厳格に制限されている。アーカンソー州警察が例である。
州警察 (State Police)
- アーカンソー州
- コネチカット州
- デラウェア州
- アイダホ州
- イリノイ州
- インディアナ州
- ケンタッキー州
- ルイジアナ州
- メイン州
- メリーランド州
- マサチューセッツ州
- ミシガン州
- ニューハンプシャー州
- ニュージャージー州
- ニューメキシコ州
- ニューヨーク州
- オレゴン州
- ペンシルベニア州
- ロードアイランド州
- バーモント州
- バージニア州
- ウェストバージニア州

道路警察 (Highway Police)
- アーカンソー州の道路警察。

### ハイウェイ・パトロール

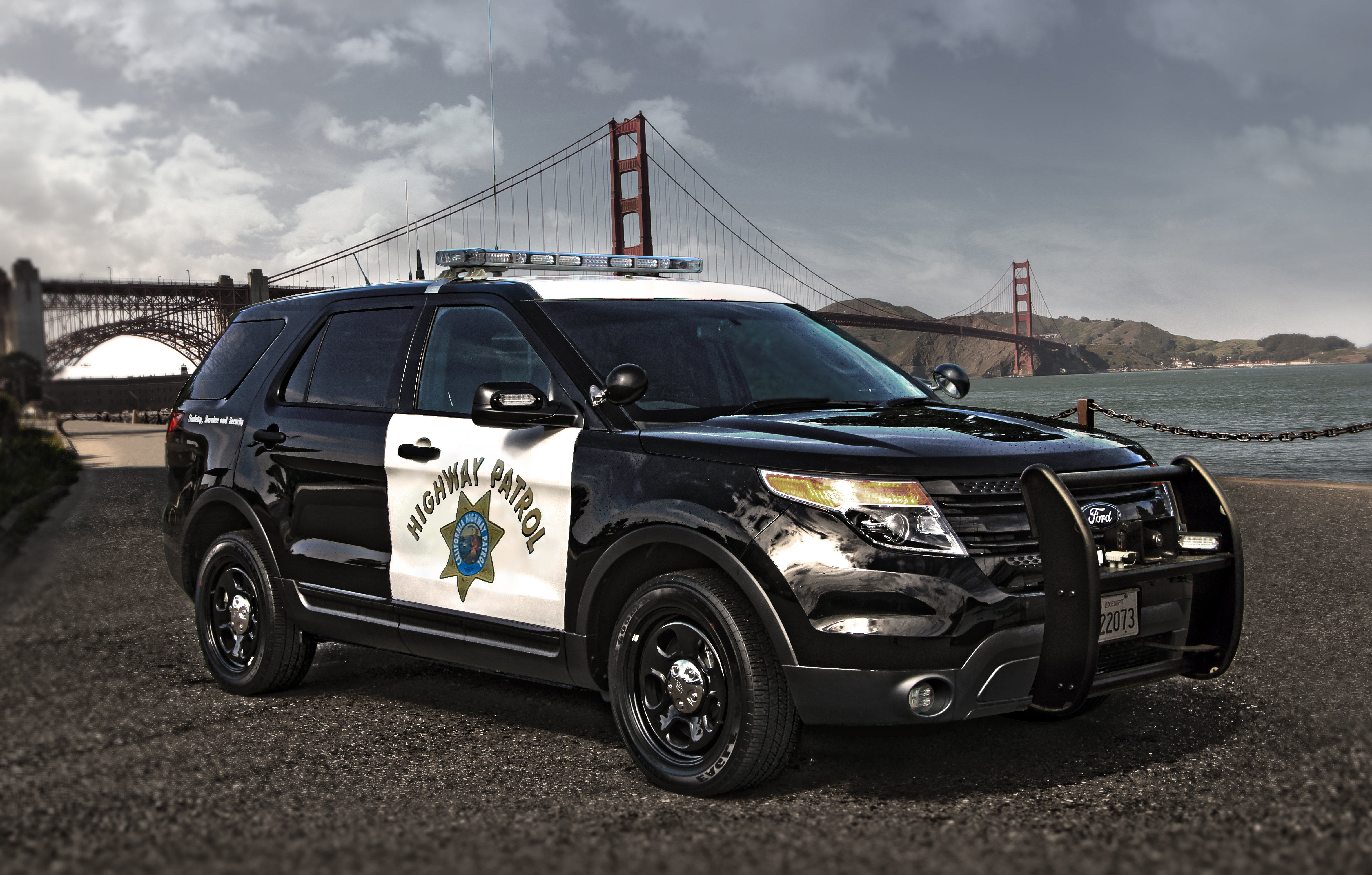
カリフォルニア・ハイウェイ・パトロールのパトカー（2015年）。ベース車はフォード・エクスプローラー（5代目）。

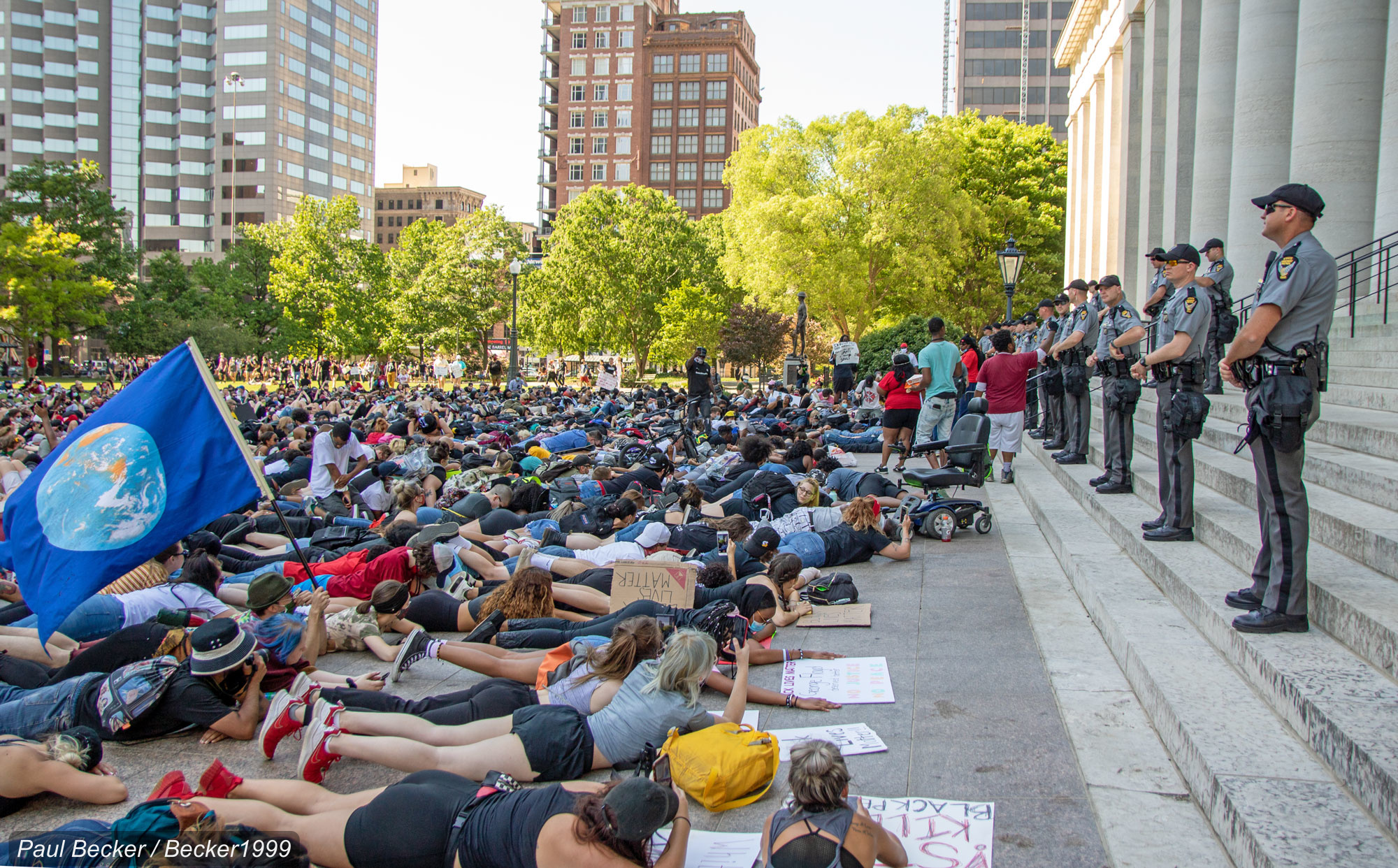
ブラック・ライヴズ・マター運動の一環としてダイ・インを行うデモ隊と対峙するオハイオ州ハイウェイ・パトロール（2020年、州都コロンバスの州会議事堂前）。「ハイウェイ・パトロール」という名であっても、交通違反取締り以外の任務を担うこともある。

複数の組織が「ハイウェイ・パトロール」（道路警邏隊、公道巡邏隊、英：highway patrol）という言葉を用いているが、この名称は一部の例ではミスリードとなりうる。いくつかのハイウェイ・パトロール組織は、その名が示唆するように、幹線道路 (highway) での州の交通法の執行を専門としている。少数が、本式に通報に応答し、都市内部で警察機能を実行するフルサービスの州警察組織である。そしてその他は両者の間にあり、第一義的には交通法執行に集中するが、時と場所により必要であればその他の事件に対しても一般的な警察サービスを提供する。それらには暴動、刑務所内での騒乱、労働争議、スポーツ大会での警備などがある。
ハイウェイ・パトロール (Highway Patrol)
- アラバマ州
- アリゾナ州
- カリフォルニア州
- フロリダ州
- カンザス州
- ミシシッピ州
- モンタナ州
- ネバダ州
- ノースダコタ州
- オクラホマ州
- サウスカロライナ州
- サウスダコタ州
- テネシー州
- テキサス州
- ユタ州
- ワイオミング州

州ハイウェイ・パトロール (State Highway Patrol)
- ミズーリ州
- ノースカロライナ州
- オハイオ州

州警邏隊 (State Patrol)
- コロラド州
- ジョージア州
- ミネソタ州
- ネブラスカ州
- アイオワ州
- ワシントン州
- ウィスコンシン州

### ハワイ州における州規模の警察
他の49州や海外領土と異なり、ハワイは一続きの土地ではなく、主に8つの大きな島からなる列島である。この地理的条件のため、ある郡の管轄地域から別の地域へ道路を使って移動することは不可能である。その帰結として、ハワイ州は特に命名された州警察・道路警邏隊組織を保有しない唯一の州である。その代わりに、道路警邏隊の機能は4つの警察組織が担当する州の5つの郡それぞれの内部において実行される（カラワオ郡はマウイ郡の一部として扱われる）。
- ハワイ郡警察 (Hawai'i County Police Department)
- ホノルル郡警察 (Honolulu Police Department)
- カウアイ郡警察 (Kauai County Police Department)
- マウイ郡警察 (Maui County Police Department)

司法長官府 (Department of the Attorney General) には、府が扱う民事・刑事・行政事件を支援する捜査部が存在する。
ハワイ州公安省保安官部 (Sheriff Division of the Hawaii Department of Public Safety) は、廷吏や刑務官を司法府に提供することに加えて、空港警備、麻薬取締り、テロ対策、州高官警護、その他2001年のテロ事件以降の専門的任務といった、通常は専門の州警察組織または議事堂警察によって行われる警備警察任務を実行する。

### 海外領土の警察
アメリカの5つの定住海外領土のうち3つが領土全体にわたって管轄を有する警察を擁している:
- グアム警察 (Guam Police Department)
- プエルトリコ警察 (Puerto Rico Police)
- アメリカ領ヴァージン諸島警察 (United States Virgin Islands Police Department)
- アメリカ領サモア警察 (American Samoa Department of Public Safety)
- 北マリアナ諸島警察 (Northern Mariana Islands Department of Public Safety)

## 州警察組織の一覧
コメントのない組織は独立組織である。
- アラバマ・ハイウェイ・パトロール (Alabama Highway Patrol) アラバマ州公安省の下部組織
- アラスカ州警官隊 (Alaska State Troopers) アラスカ州公安省の下部組織
- アリゾナ・ハイウェイ・パトロール (Arizona Highway Patrol) アリゾナ州公安省の下部組織
- アーカンソー州警察 (Arkansas State Police) アーカンソー州公安省の下部組織
- アーカンソー道路警察 (Arkansas Highway Police) アーカンソー州運輸省の下部組織
- カリフォルニア・ハイウェイ・パトロール (California Highway Patrol) カリフォルニア州運輸局の一部局
- コロラド州警邏隊 (Colorado State Patrol) コロラド州公安省の下部組織
- コネチカット州警察 (Connecticut State Police) コネチカット州緊急サービス・公衆保護省の下部組織
- デラウェア州警察 (Delaware State Police) デラウェア州公安および州土安全保障省の下部組織
- フロリダ・ハイウェイ・パトロール (Florida Highway Patrol) フロリダ州幹線道路保安・自動車省の下部組織
- ジョージア州警邏隊 (Georgia State Patrol) ジョージア州公安省の下部組織
- アイダホ州警察 (Idaho State Police)
- イリノイ州警察 (Illinois State Police)
- インディアナ州警察 (Indiana State Police)
- アイオワ州警邏隊 (Iowa State Patrol) アイオワ州公安省の下部組織
- カンザス・ハイウェイ・パトロール (Kansas Highway Patrol)
- ケンタッキー州警察 (Kentucky State Police) ケンタッキー州司法・公安委員会の下部組織
- ルイジアナ州警察 (Louisiana State Police) ルイジアナ州公安省の下部組織
- メイン州警察 (Maine State Police) メイン州公安省の下部組織
- メリーランド州警察 (Maryland State Police)
- マサチューセッツ州警察 (Massachusetts State Police) マサチューセッツ州公安および保安担当行政庁の下部組織
- ミシガン州警察 (Michigan State Police)
- ミネソタ州警邏隊 (Minnesota State Patrol) ミネソタ州公安省の下部組織
- ミシシッピ・ハイウェイ・パトロール (Mississippi Highway Patrol) ミシシッピ州公安省の下部組織
- ミズーリ州ハイウェイ・パトロール (Missouri State Highway Patrol) ミズーリ州公安省の下部組織
- モンタナ・ハイウェイ・パトロール (Montana Highway Patrol) モンタナ州司法省の下部組織
- ネブラスカ州警邏隊 (Nebraska State Patrol)
- ネバダ・ハイウェイ・パトロール (Nevada Highway Patrol) ネバダ州公安省の下部組織
- ニューハンプシャー州警察 (New Hampshire State Police) ニューハンプシャー州保安省の下部組織
- ニュージャージー州警察 (New Jersey State Police) ニュージャージー州法律・公安省の下部組織
- ニューメキシコ州警察 (New Mexico State Police) ニューメキシコ州公安省の下部組織

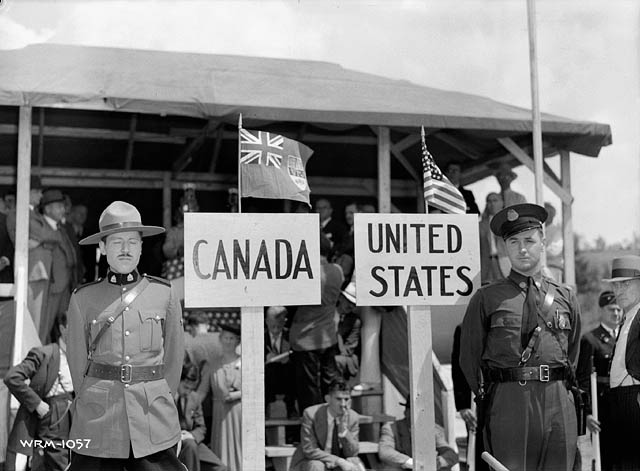
王立カナダ騎馬警察の警察官（左）と共に米加国境のそれぞれの側に立つメイン州警察警察官（1941年）。

- ニューヨーク州警察 (New York State Police)
- ノースカロライナ州ハイウェイ・パトロール (North Carolina State Highway Patrol) ノースカロライナ州公安省の下部組織。ノースカロライナ州捜査局も存在
- ノースダコタ・ハイウェイ・パトロール (North Dakota Highway Patrol)
- オハイオ州ハイウェイ・パトロール (Ohio State Highway Patrol) オハイオ州公安省の下部組織
  - OSHPはまた、主にコロンバス地域に所在し警備警察サービスを提供するオハイオ州警察官隊 (State of Ohio Police Officers) を擁する。
- オクラホマ・ハイウェイ・パトロール (Oklahoma Highway Patrol) オクラホマ州公安省の下部組織
- オレゴン州警察 (Oregon State Police)
- ペンシルベニア州警察 (Pennsylvania State Police)
- ロードアイランド州警察 (Rhode Island State Police) ロードアイランド州公安省の下部組織
- サウスカロライナ・ハイウェイ・パトロール (South Carolina Highway Patrol) サウスカロライナ州公安省の下部組織
- サウスダコタ・ハイウェイ・パトロール (South Dakota Highway Patrol) サウスダコタ州公安省の下部組織
- テネシー・ハイウェイ・パトロール (Tennessee Highway Patrol) テネシー州保安省の下部組織
- テキサス・ハイウェイ・パトロール (Texas Highway Patrol) テキサス州公安省の下部組織
- ユタ・ハイウェイ・パトロール (Utah Highway Patrol) ユタ州公安省の下部組織
- バーモント州警察 (Vermont State Police) バーモント州公安省の下部組織
- バージニア州警察 (Virginia State Police) バージニア州公安担当内閣官房の一部局
- ワシントン州警邏隊 (Washington State Patrol)
- ウェストバージニア州警察 (West Virginia State Police) ウェストバージニア州軍務・公安省の下部組織
- ウィスコンシン州警邏隊 (Wisconsin State Patrol) ウィスコンシン州運輸省の下部組織
- ワイオミング・ハイウェイ・パトロール (Wyoming Highway Patrol) ワイオミング州運輸省の下部組織[11]

## 州のその他の警察機関
- 州捜査局 (State Bureau of Investigation) : 連邦捜査局の州レベルの対応組織。
- 州麻薬局 (State Bureau of Narcotics) : 麻薬取締局の州レベルの対応組織。
- 公安省 (公安局、公衆安全省、Department of Public Safety) は31州（アラバマ、アラスカ、アリゾナ、アーカンソー、コロラド、コネチカット、デラウェア、ジョージア、ハワイ、アイオワ、ケンタッキー、ルイジアナ、メイン、メリーランド、マサチューセッツ、ミネソタ、ミシシッピ、ミズーリ、ニューハンプシャー、ニュージャージー、ニューメキシコ、ネバダ、ノースカロライナ、オハイオ、オクラホマ、ロードアイランド、サウスカロライナ、サウスダコタ、テネシー、テキサス、ユタ、バーモント）とプエルトリコ、アメリカ領サモア、北マリアナ諸島に存在する。これらは通例「傘組織 (Umbrella organization) 」であり、州警察、州捜査局、ハイウェイ・パトロールといった州または海外領土レベルの各種の警察組織を監督・調整する。
- 州保安官 (State Sheriff)
  - ハワイでは、ハワイ州公安省の傘下のハワイ州保安官部 (State of Hawaii Sheriff's Office) が州全土に対する法執行機関として機能する。
  - ロードアイランドでは、ロードアイランド州保安官局[12] (Rhode Island State Sheriff's Department) がロードアイランドの4つの郡裁判所（プロビデンス郡、ケント郡、ニューポート郡、ワシントン郡）施設内で様々な業務を割り当てられている。州保安官局の機能には、法廷・司法安全、裁判所施設・刑務所運営、受刑者護送、州間の犯罪者引渡し、州間の受刑者の移送、令状執行、逮捕状執行が含まれる。
- 州保安官 (State Marshal)（コネチカット州）: 州保安官事務所 (State Marshals Office) の機能には、法廷・司法安全（廷吏）、裁判所施設・刑務所運営、受刑者護送、州間の犯罪者引渡し、州間の受刑者の移送、令状執行、逮捕状執行が含まれる。
- 運送業者規制当局 (Motor Carrier Enforcement) : 様々な名称を持つ組織であり、実際の州警察またはハイウェイ・パトロールの一部であることもある。多くはその州の運輸省あるいは州務長官に属する。これらの組織は自動車検査を行い、連邦運輸省連邦運送業者安全局 (Federal Motor Carrier Safety Administration) から授権されたとおり、連邦運送業者安全支援プログラム (Federal Motor Carrier Safety Assistance Program) を執行する。彼らは商用自動車（主にトラックやバス）の安全検査を行い、幹線道路上での危険物の積載状態を検査し、運送業者に対しコンプライアンス評価（安全パフォーマンス監査）を行う。アーカンソー道路警察とニューハンプシャー・ハイウェイ・パトロールは運送業者規制組織である。
- 海上警邏隊 (Marine Patrol) : 州の水上警察。
- 狩猟監視官 (Game Wardens) : 州の狩猟・漁業法規の執行を任務とする[13]。また、多くの狩猟監視官はすべての州法（交通、麻薬など）を執行することもできる。一部の州では、ある機関の執行部隊であったり（カリフォルニア州魚類・野生動物省 (California Department of Fish and Wildlife) ）、傘となる法執行機関の一部局であったりする（アラスカ野生動物警官隊 (Alaska Wildlife Troopers) ）。
- 州消防保安官 (State Fire Marshal) : 火災予防および放火犯の逮捕に関して責任を負う[13]。
- 州立公園警察 (State Park Police) : カリフォルニア州立公園レンジャー隊 (California State Park Rangers) 、メリーランド、ニュージャージー[14]、ニューヨーク[15]、フロリダ[16]公園警察 (Park Police)。
- フロリダ州法執行省 (Florida Department of Law Enforcement) : 1967年、フロリダ州議会は州の複数の刑事司法機関の職務を統合し、法執行局 (Bureau of Law Enforcement) を創設した。同局は知事に直属する長官、複数の内閣構成員、保安官2名、警察総監1名に率いられる94の部署でスタートした。1969年7月、政府再編により法執行局はフロリダ州法執行省 (FDLE) となった[17]。

2020年時点では、FDLEは知事により指名され内閣により任命される長官に率いられる。FDLEはタラハシーに本部を置き、州全土で7か所の地域任務センター、15か所の現地事務所、7か所の犯罪研究所に勤務する約2000人の職員を雇用している。FDLEは5つのプログラム領域でサービスを提供するよう構成されている：業務企画および総務・支援プログラム、刑事捜査・鑑識科学プログラム、フロリダ州会議事堂警察プログラム、刑事司法情報プログラム、刑事司法プロフェッショナリズムプログラムである。
- ノースカロライナ州都警察 (North Carolina Capital Police) : ノースカロライナ州、特にローリー地域の州間高速道路440号環状線の内側にある州の施設のための警備警察組織。これは、ローリーの州会議事堂および州のどこであれ州議会が召集される場所の内部とその周辺に管轄を有するノースカロライナ州議会警察 (North Carolina General Assembly Police) とは別組織である。
- イリノイ州務長官警察 (Illinois Secretary of State Police) : イリノイ州務長官警察は1913年に創設された、州全土を管轄する警察組織である。自動車や自動車部品の販売に関わる企業の規制などの、イリノイ州自動車法典の規定の執行に責任を負う。州務長官警察はまた、個人情報窃盗を捜査し、州全土において自動車検査所を運営し、州全土において自動車窃盗を捜査し、州全土においてスクールバスの基準を提供し、交通違反・駐車違反を取り締まり、州務長官が保有する全ての施設に対し法執行を提供する。

## 読書案内
- Musgrave, P. (2020). Bringing the State Police In: The Diffusion of U.S. Statewide Policing Agencies, 1905–1941. Studies in American Political Development.